# Homoeogamia mexicana
Homoeogamia mexicana är en kackerlacksart som beskrevs av Hermann Burmeister 1838. Homoeogamia mexicana ingår i släktet Homoeogamia och familjen Polyphagidae. Inga underarter finns listade i Catalogue of Life.